# Центральний парк культури і відпочинку м. Могилева-Подільського
Центральний парк культури і відпочинку м. Могилів-Подільський — парк-пам'ятка садово-паркового мистецтва місцевого значення в Україні. Розташований на території міста Могилів-Подільський Вінницької області. 
Площа 15,5 га. Оголошений відповідно до рішення Рішення облвиконкому № 525 від 19.12.1985 року. Перебуває у віданні: Могилів-Подільська міська рада. 
Статус присвоєно для збереження красивого ландшафтного парку, закладеного в 60-х роках XX ст. Зростає понад 60 видів дерево-чагарникових порід. Має естетичне та оздоровче значення.

## Галерея

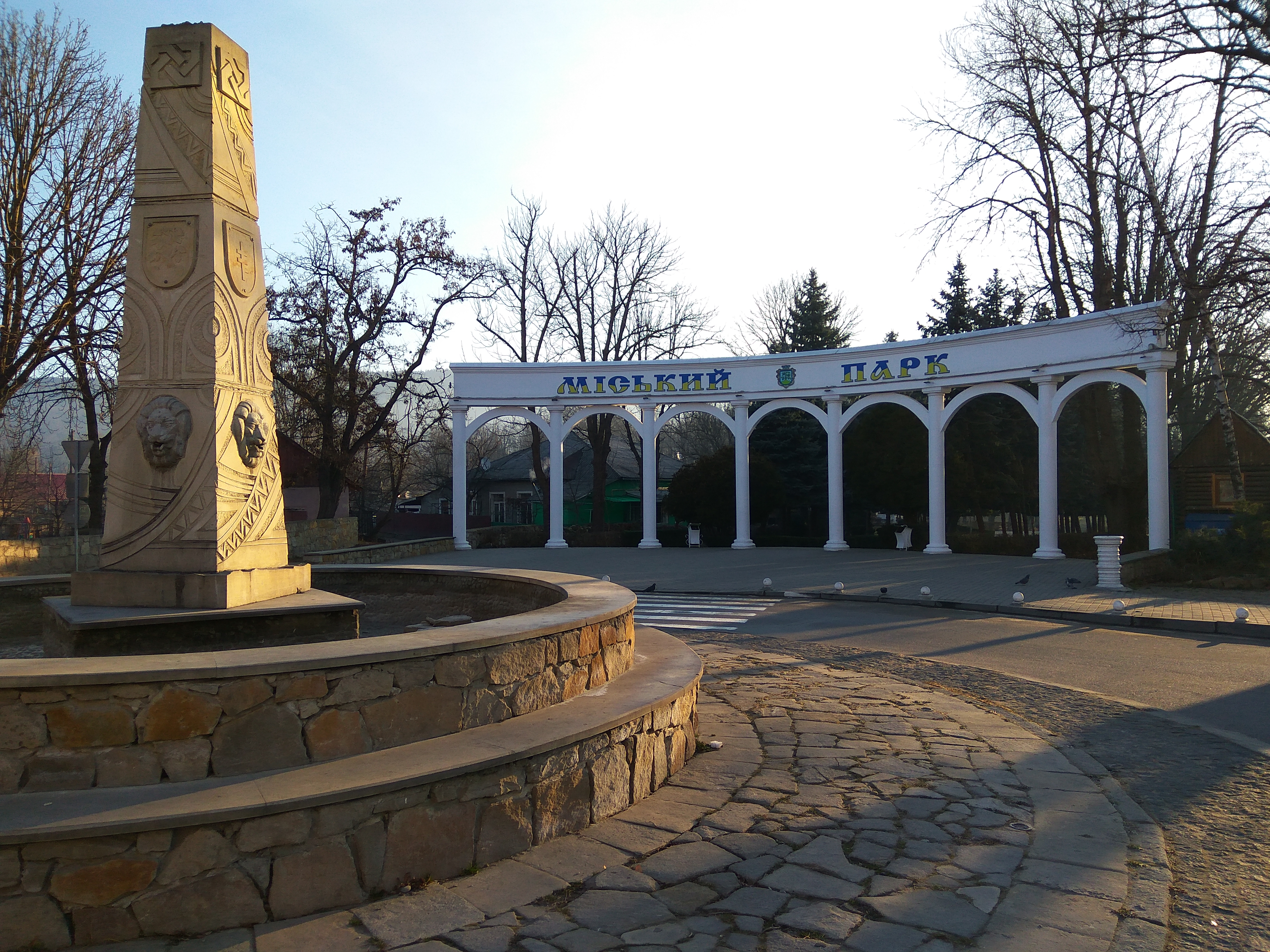
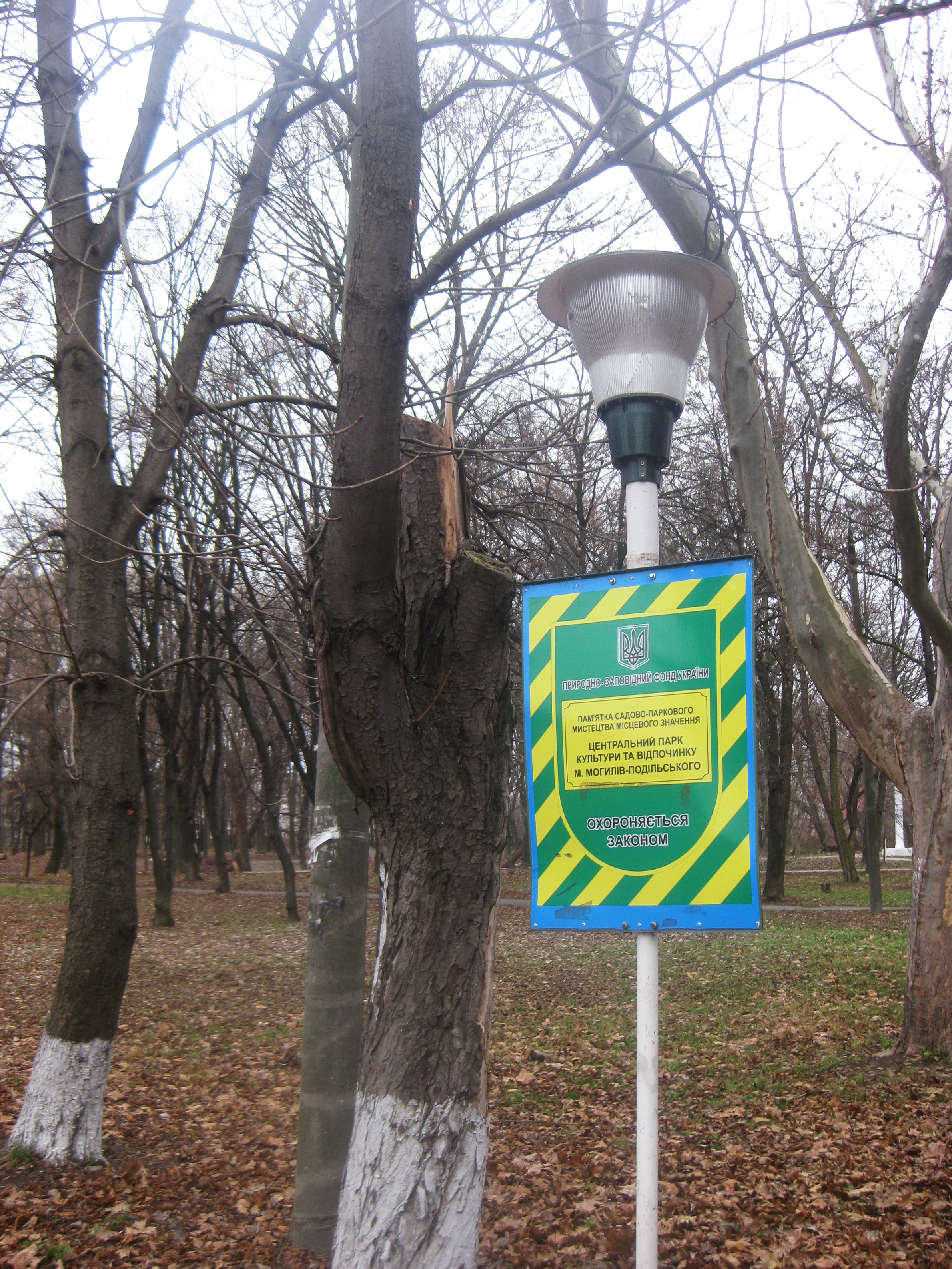
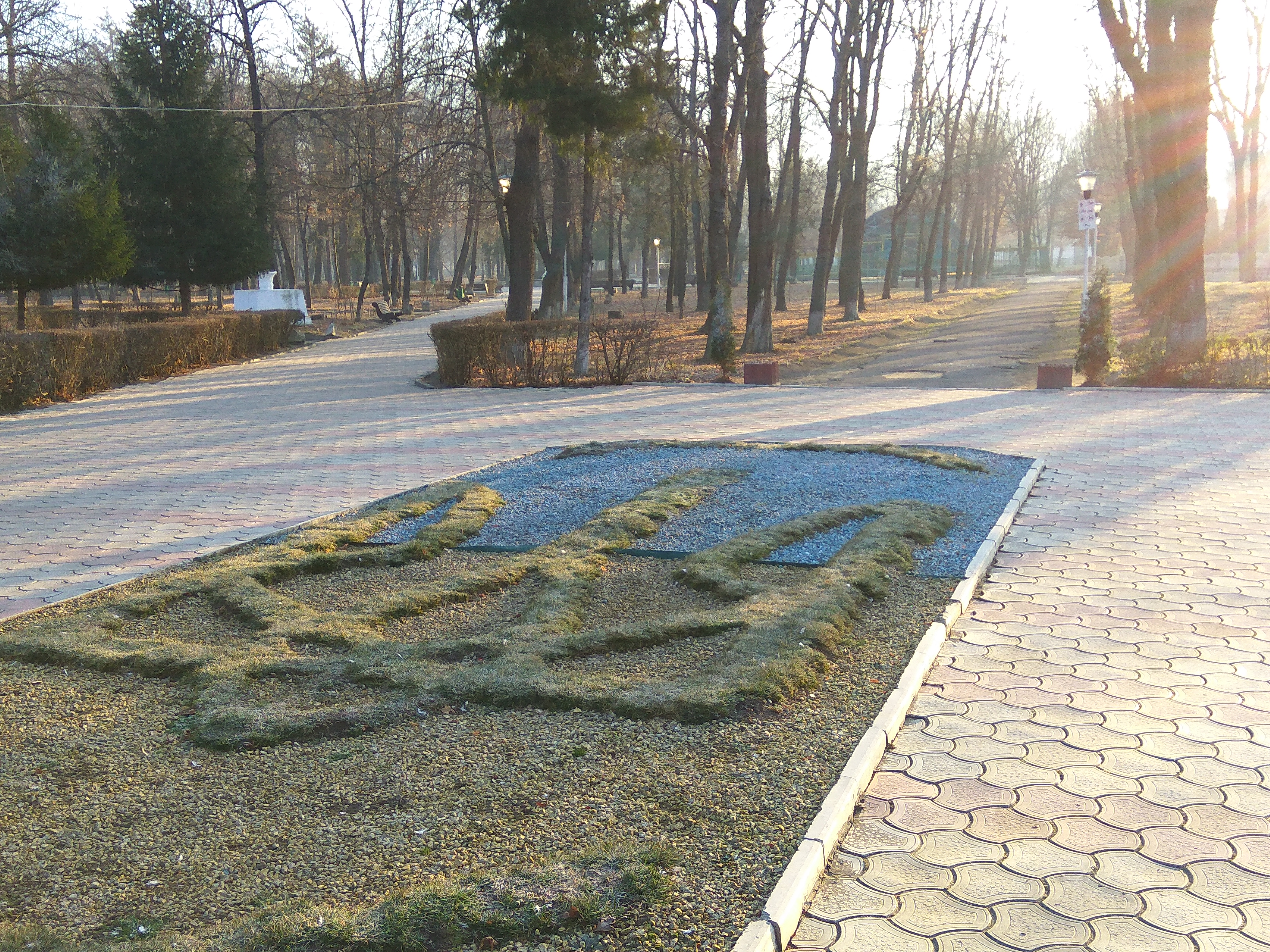
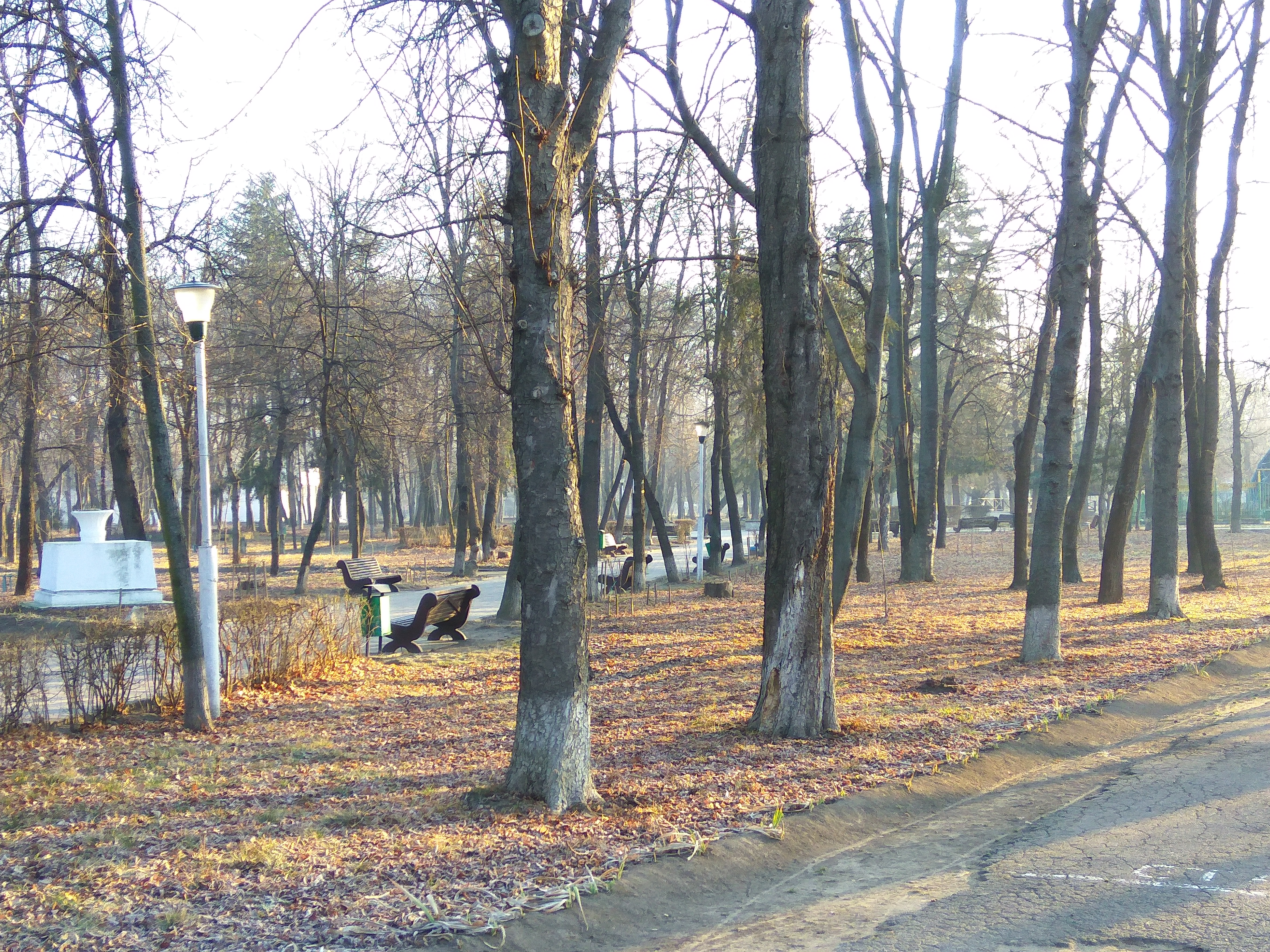
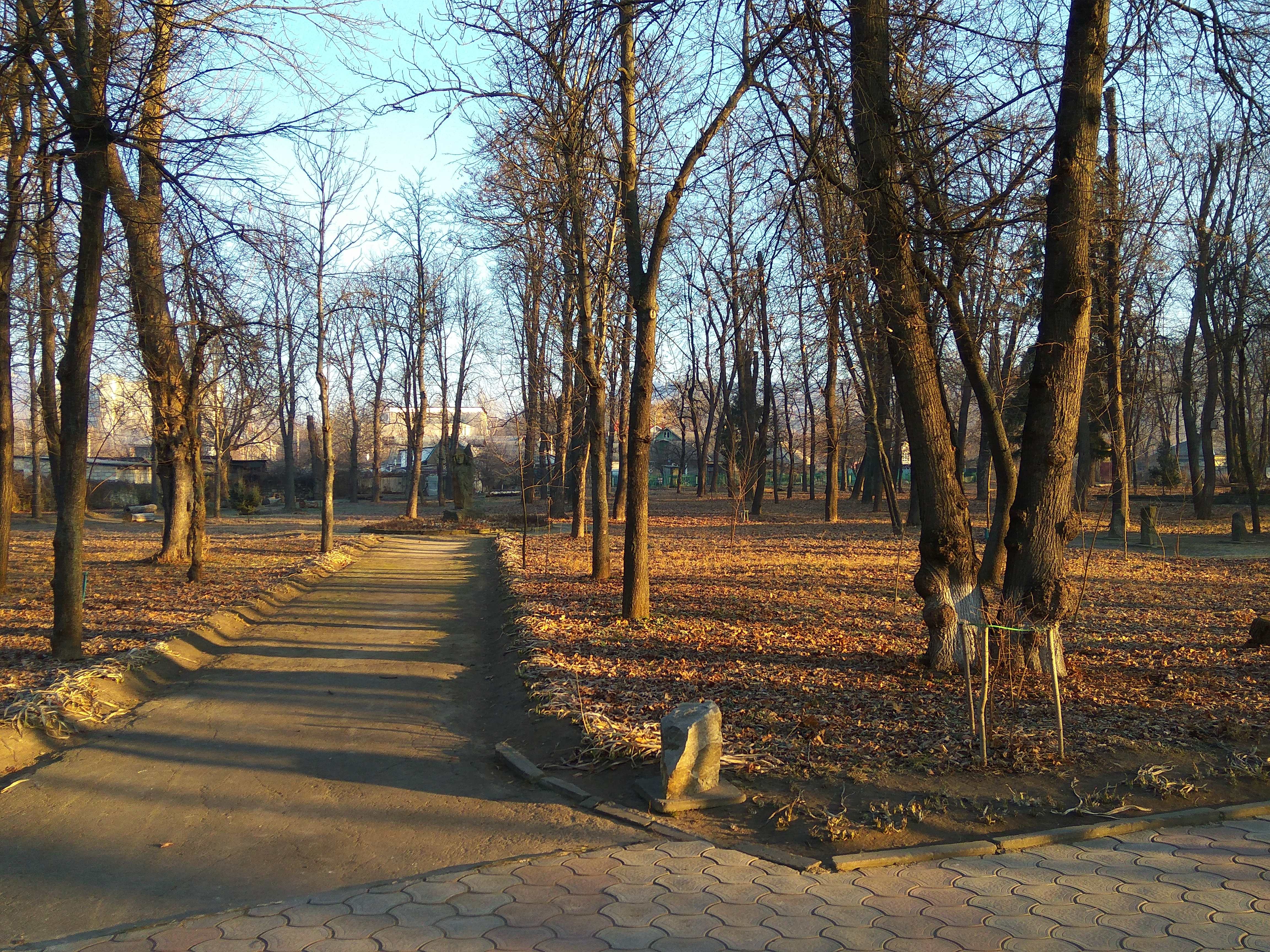
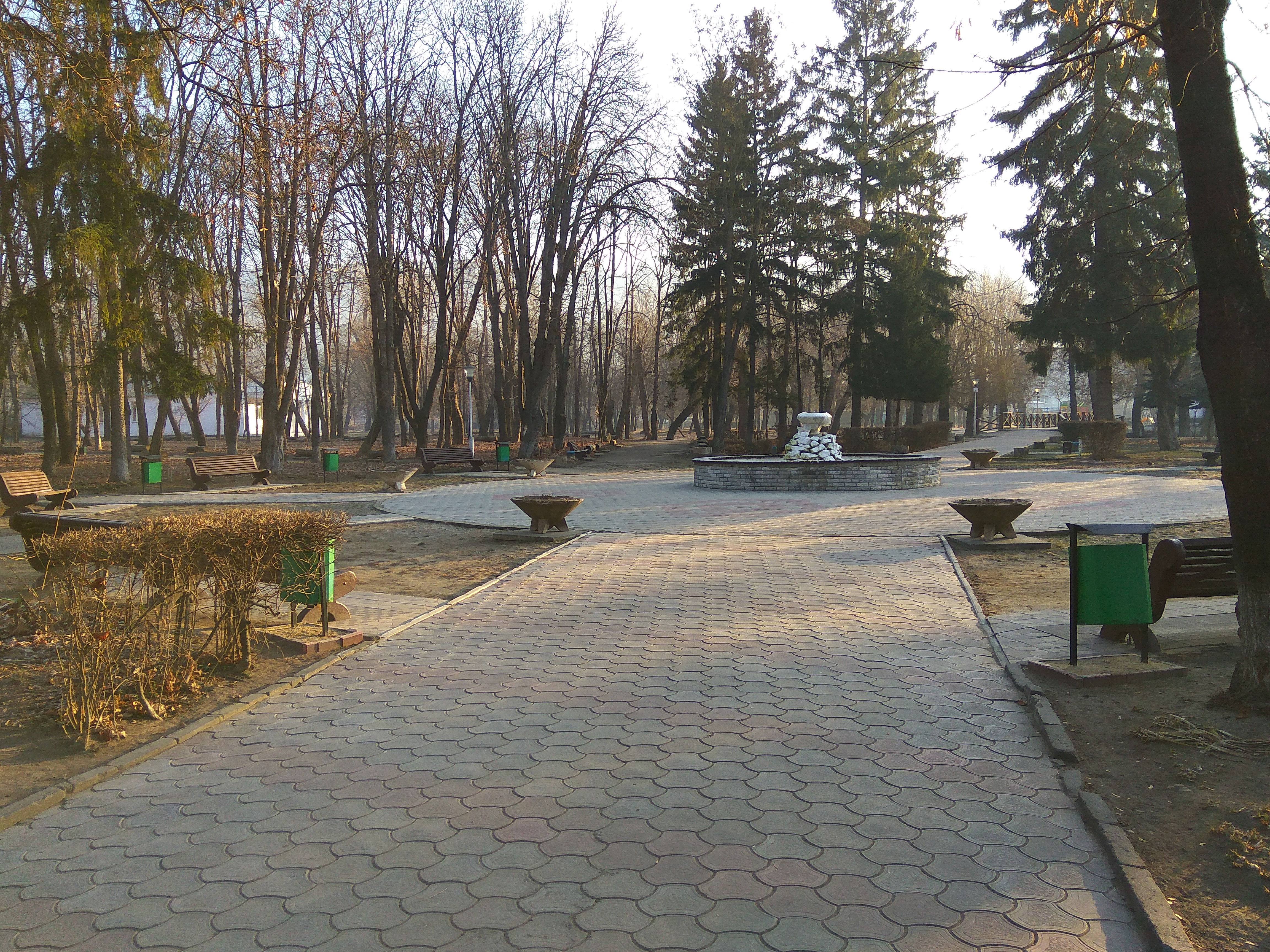
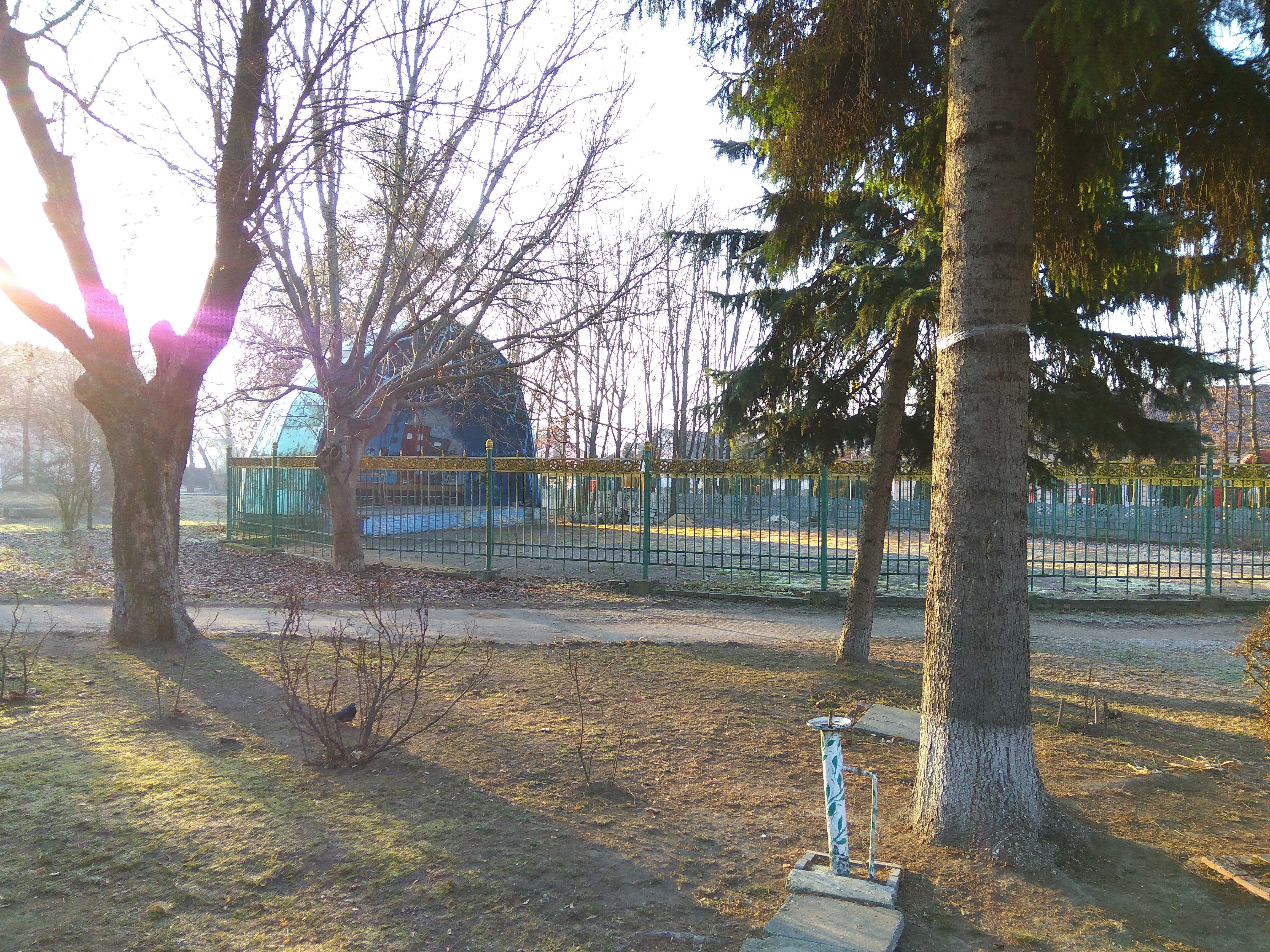
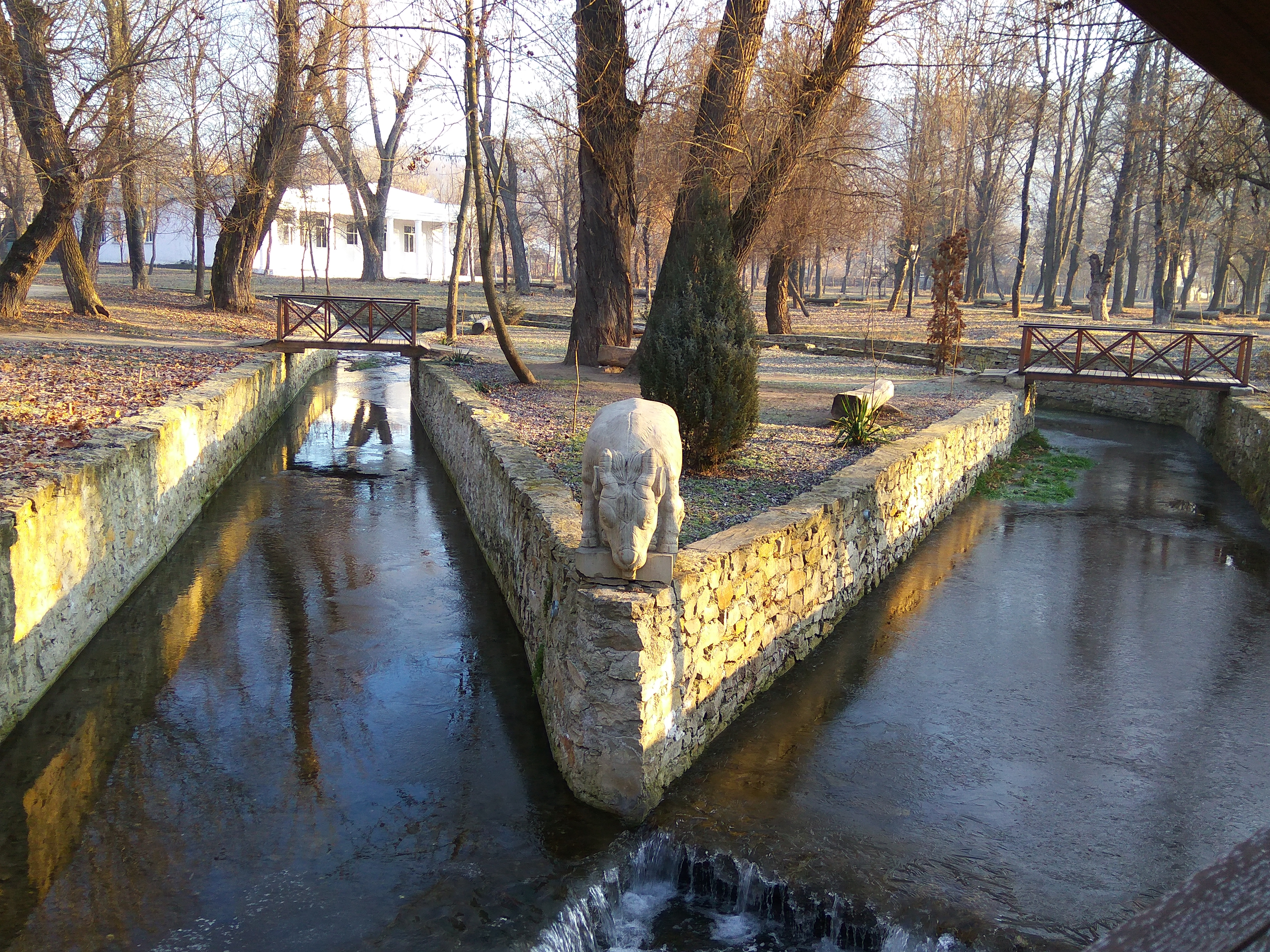
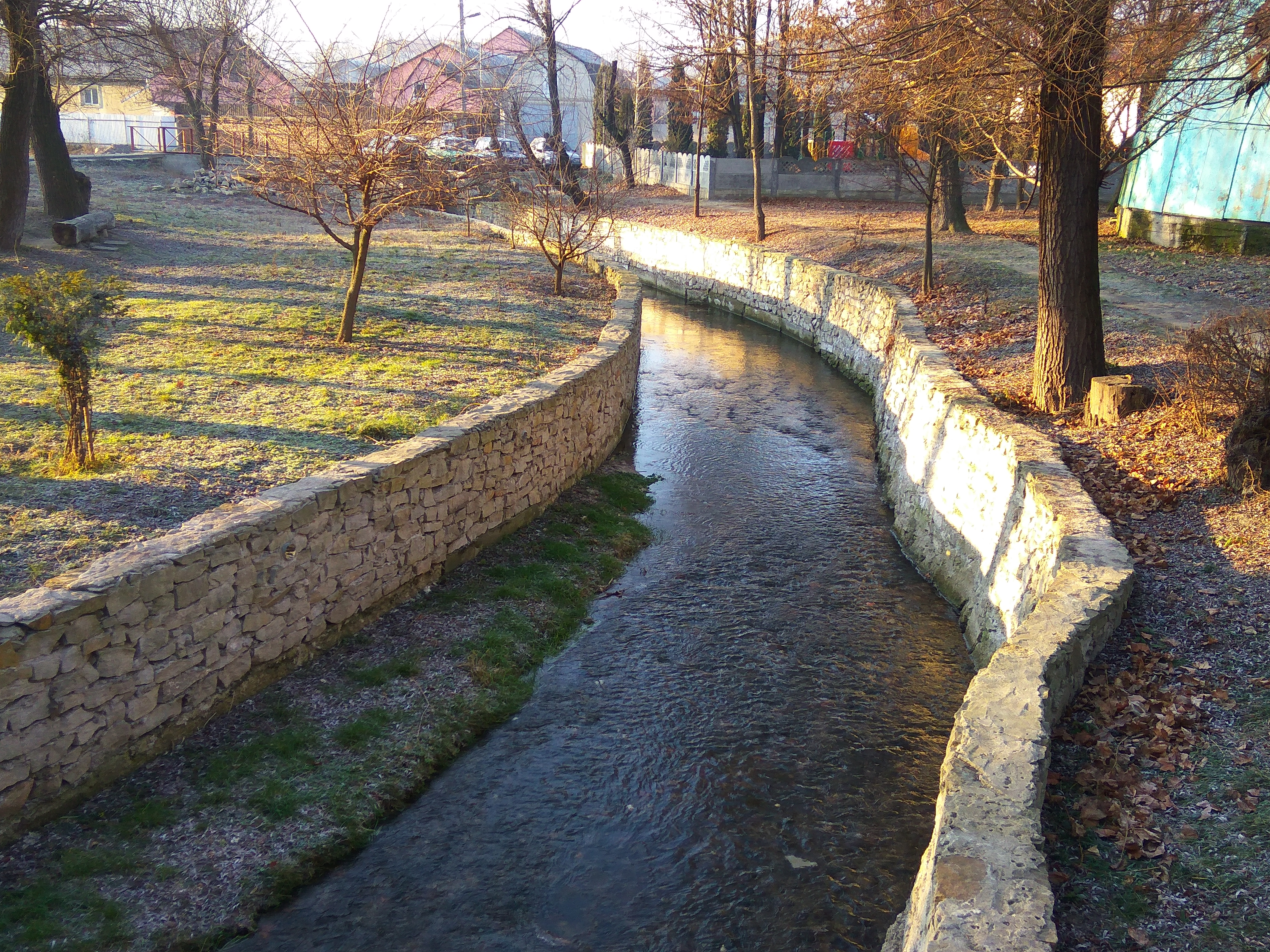
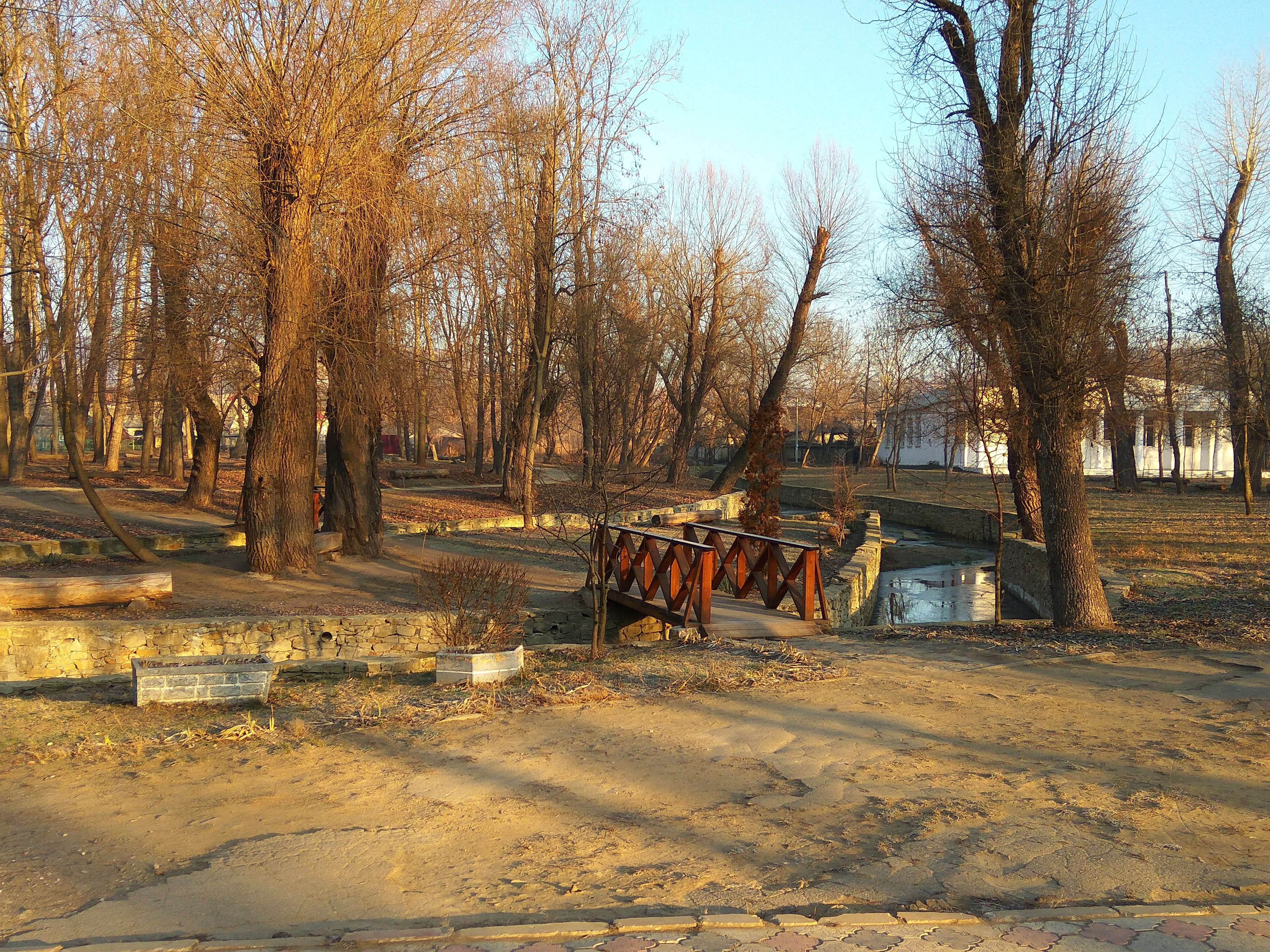
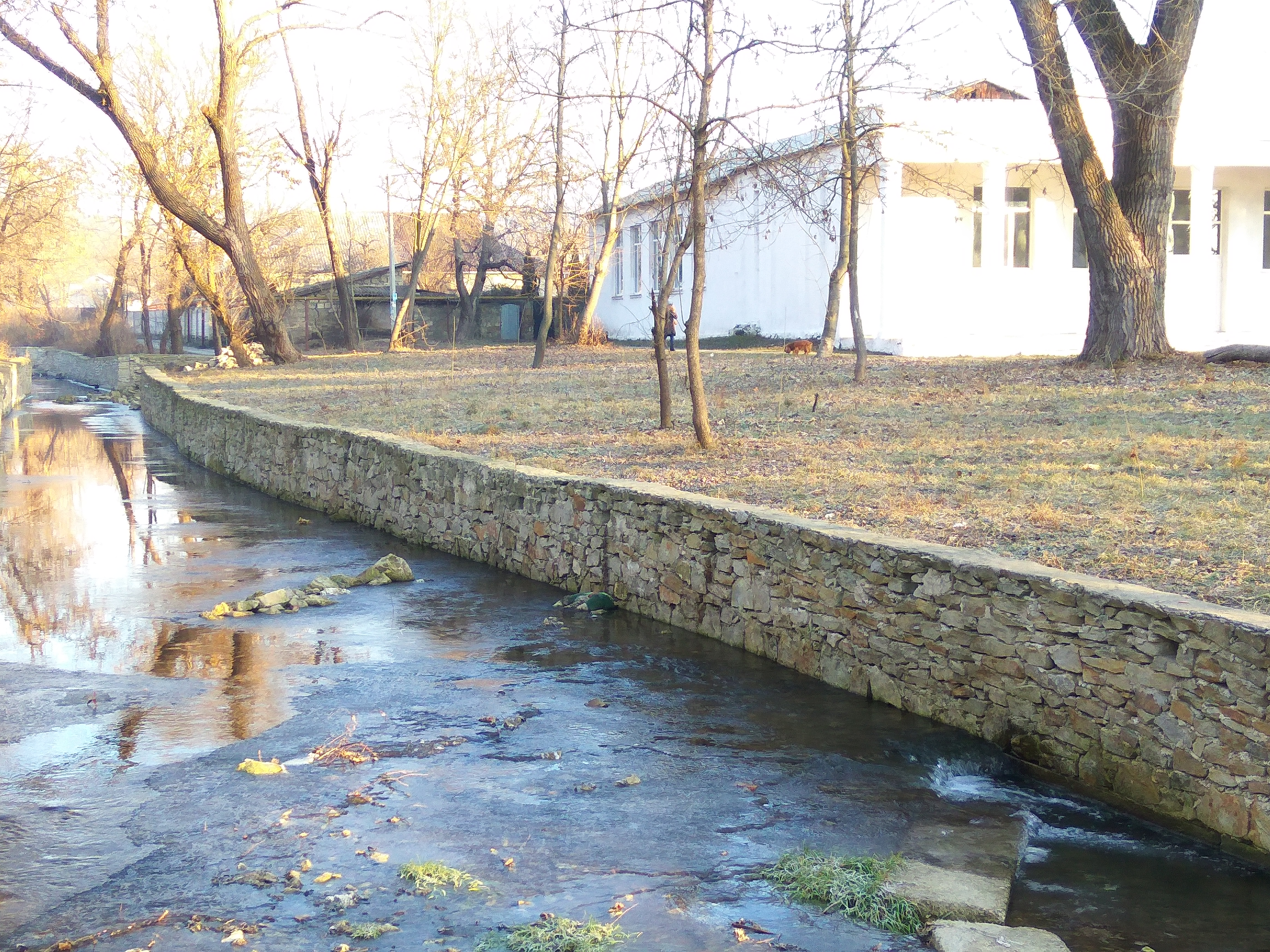
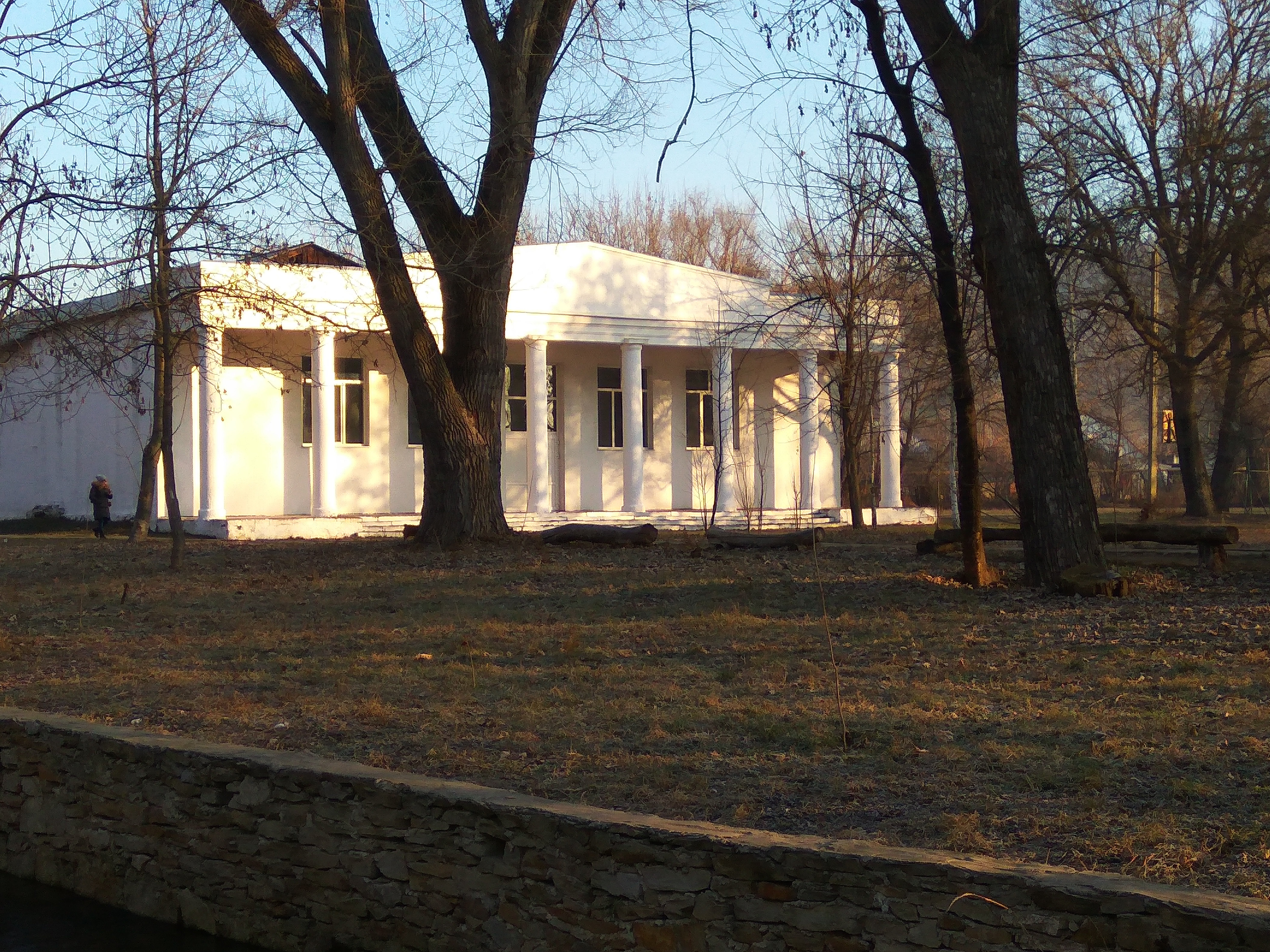
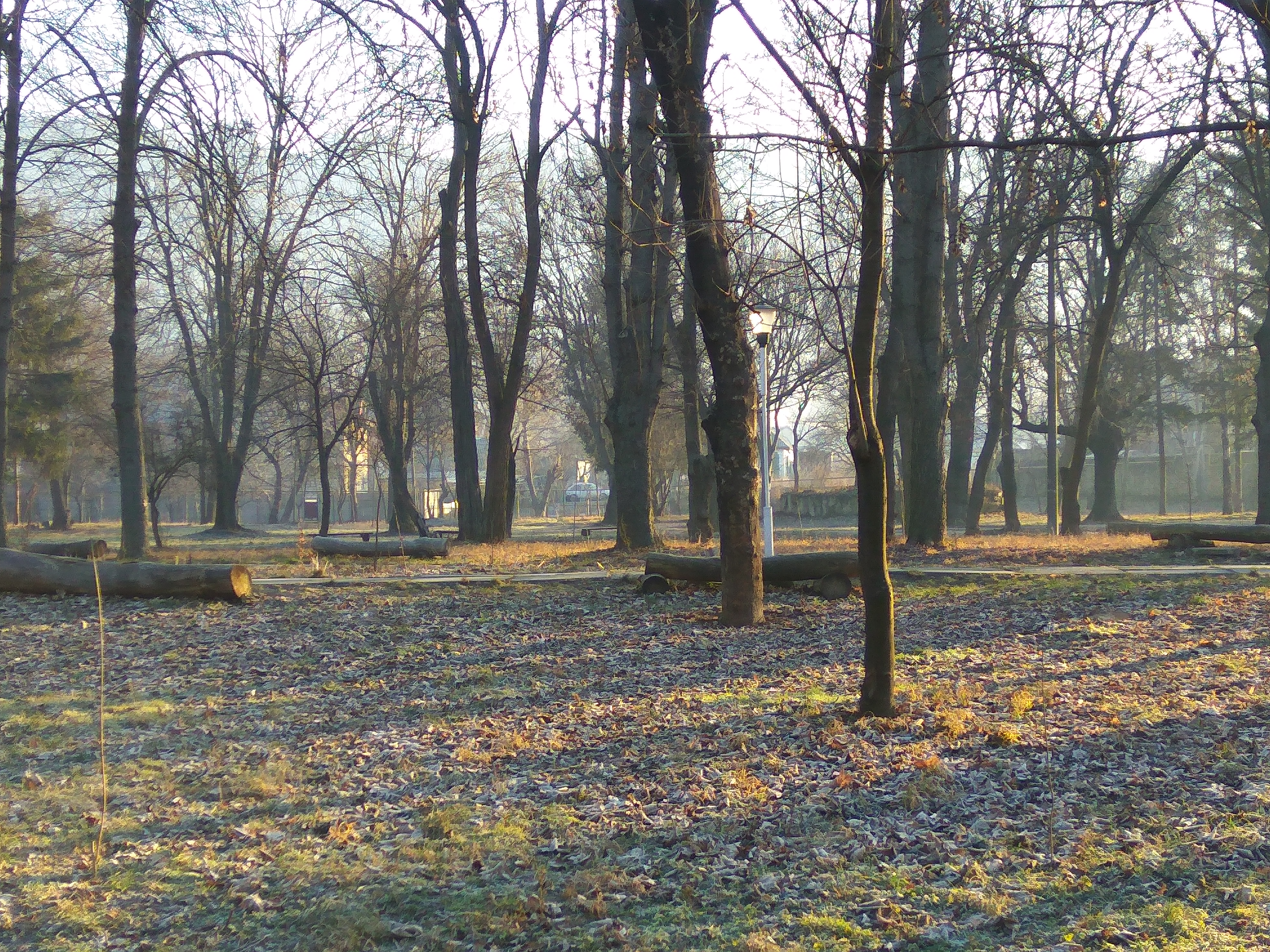
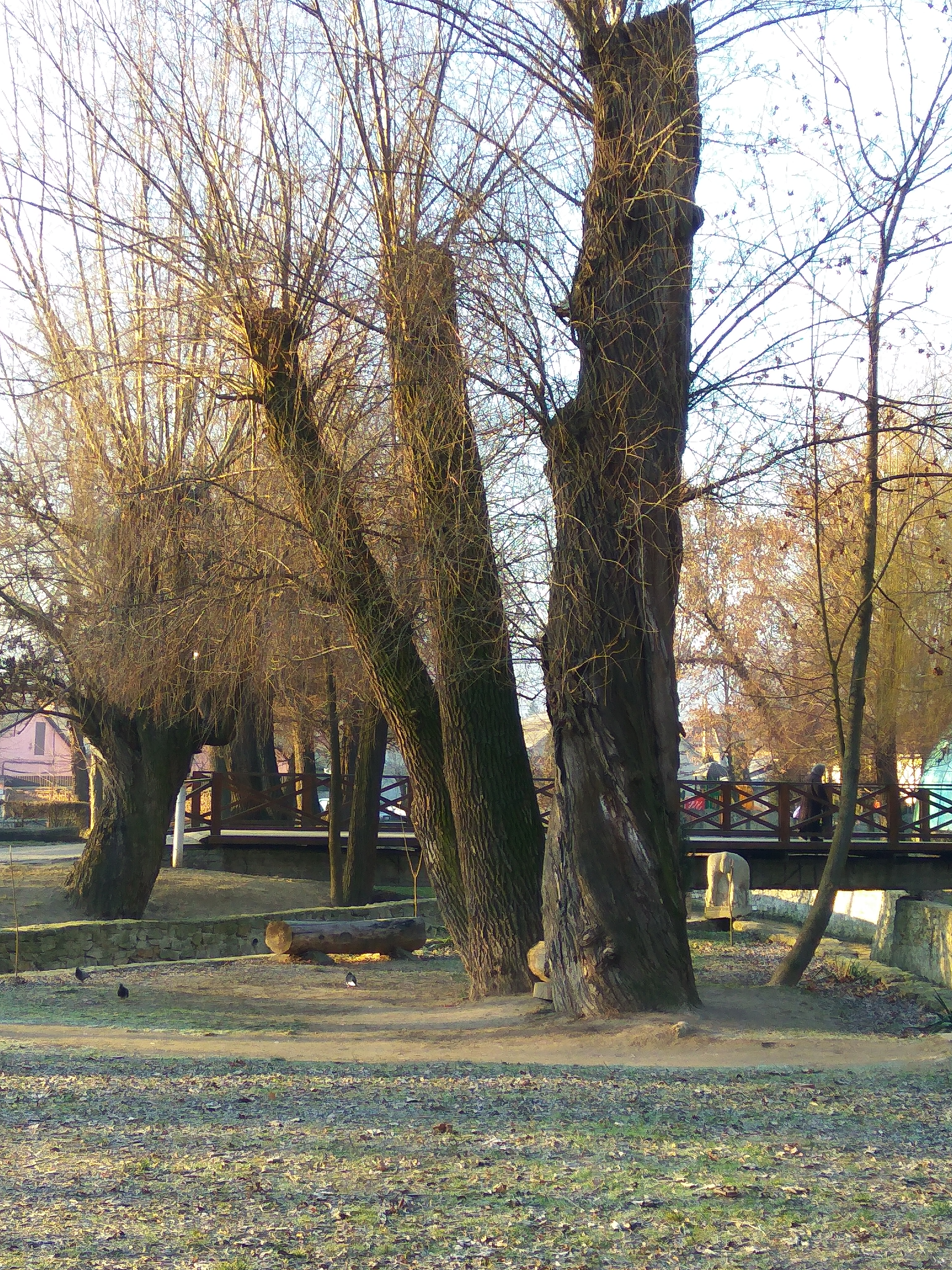
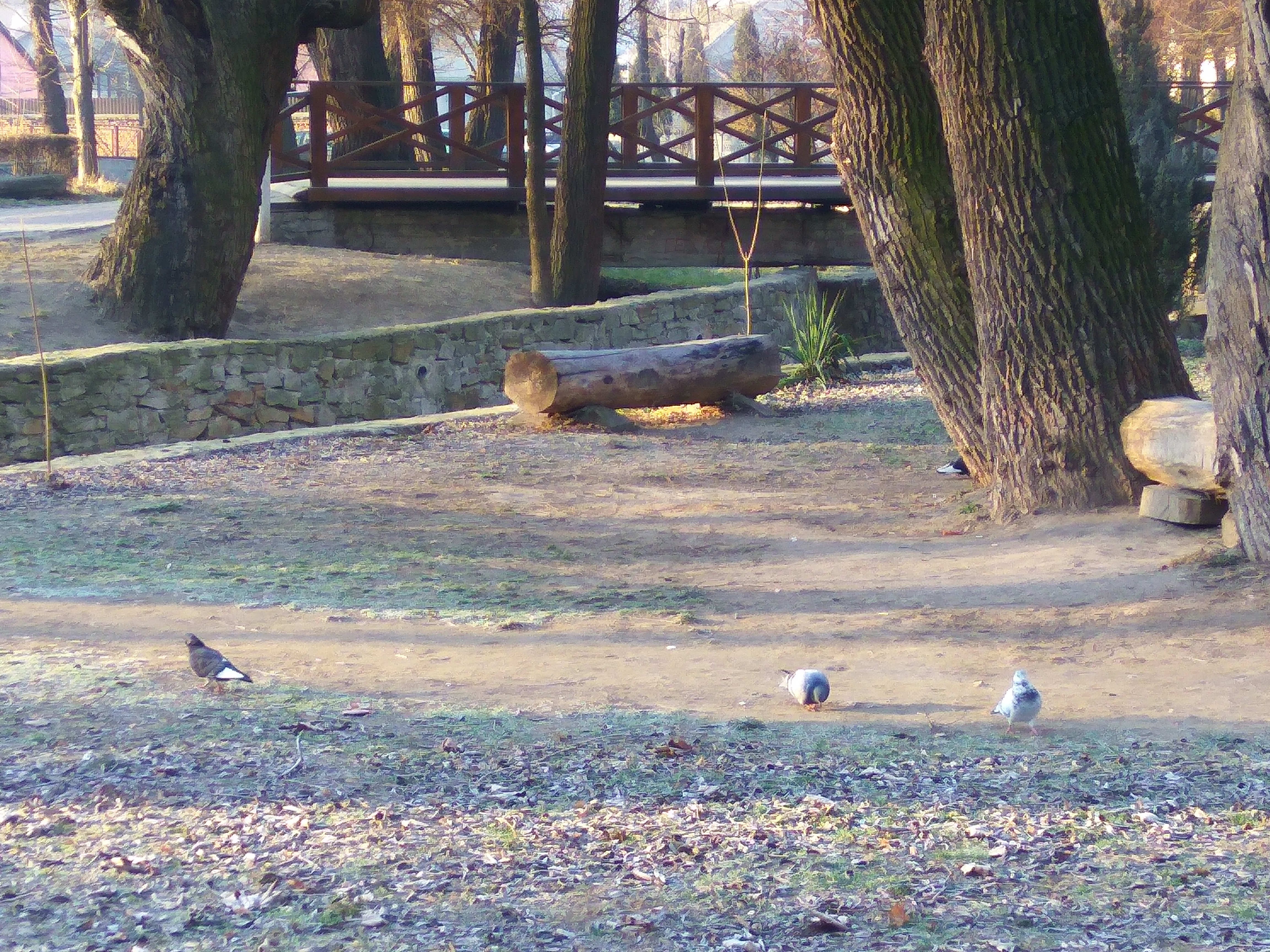
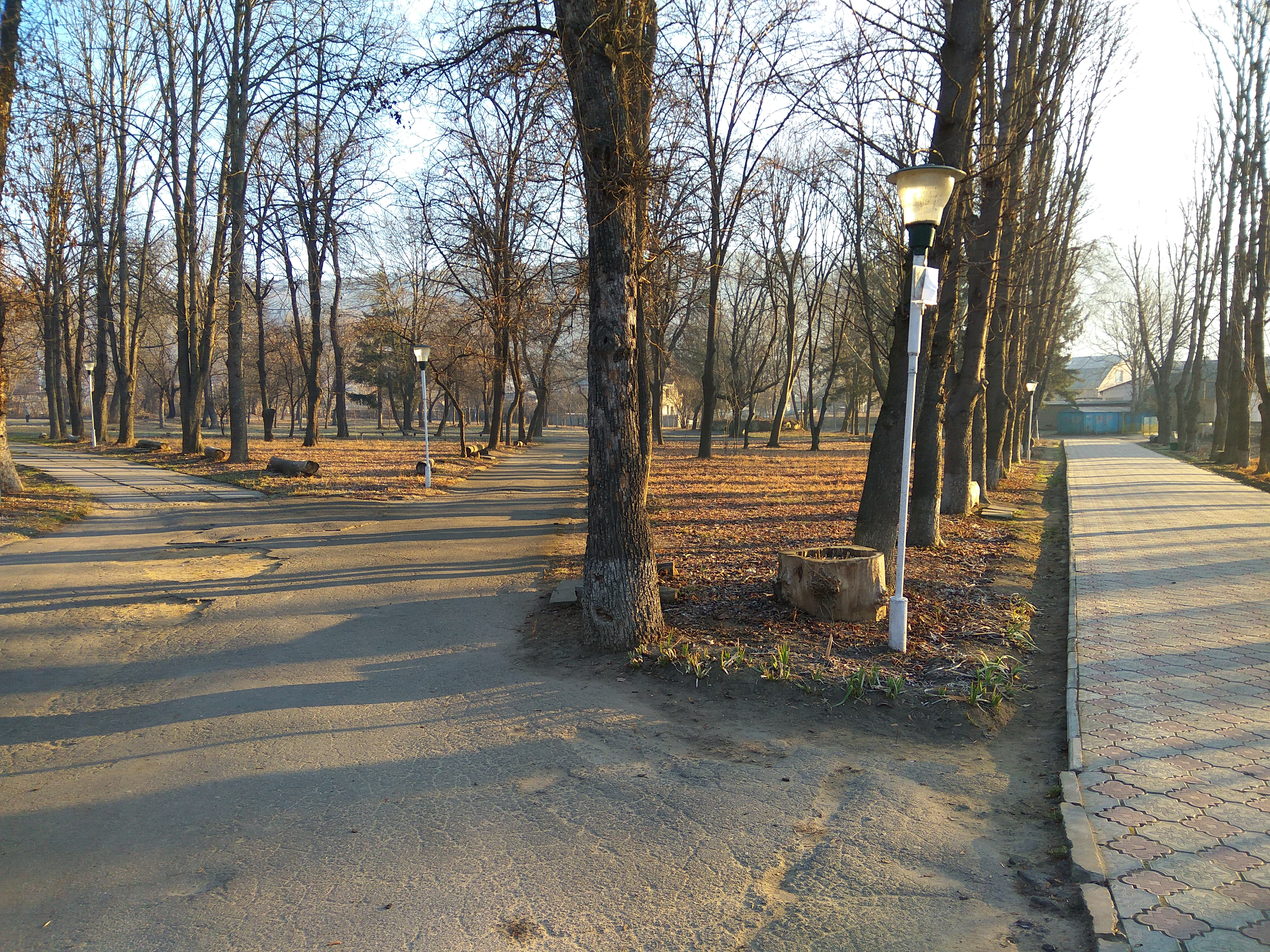
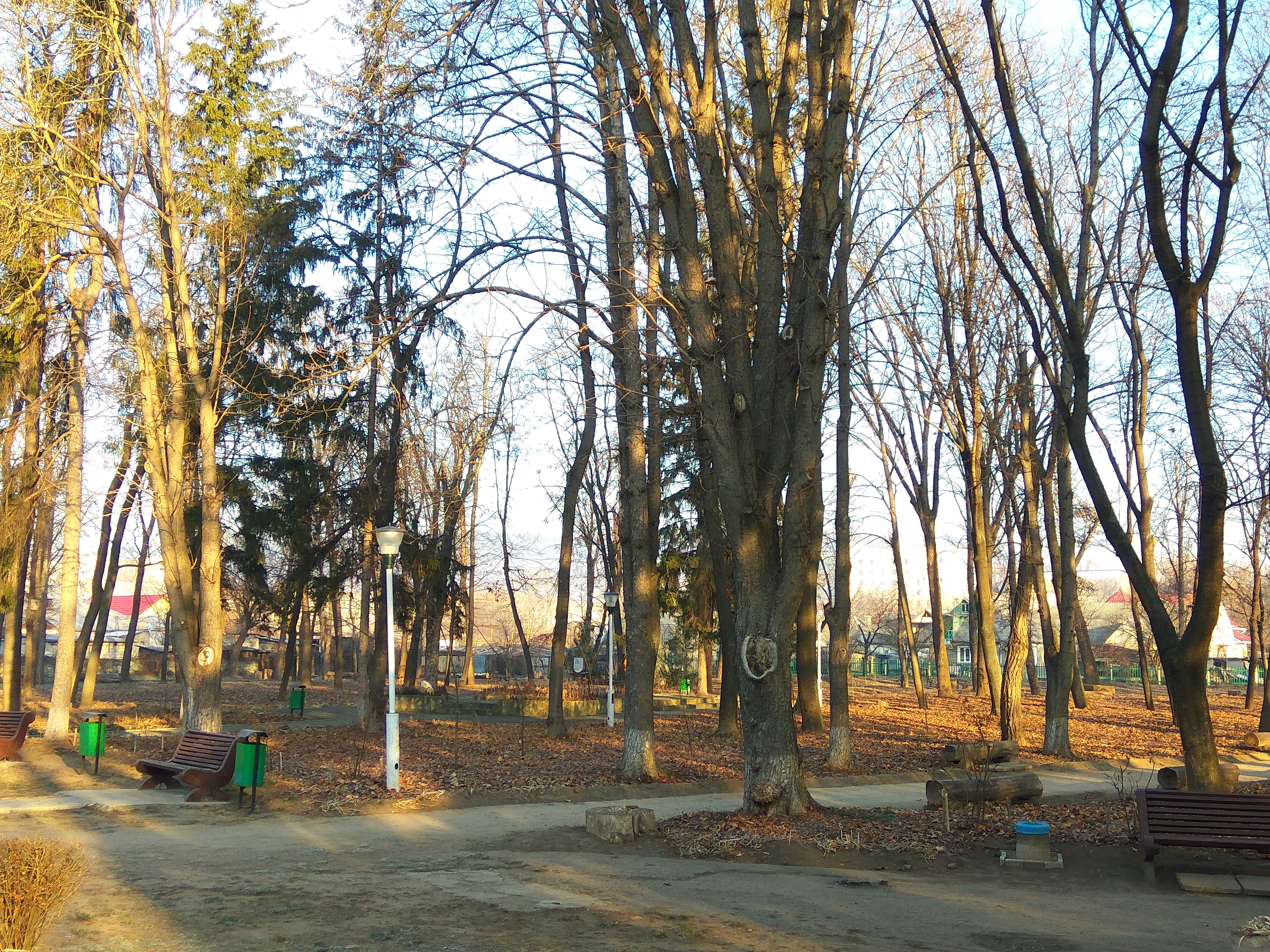
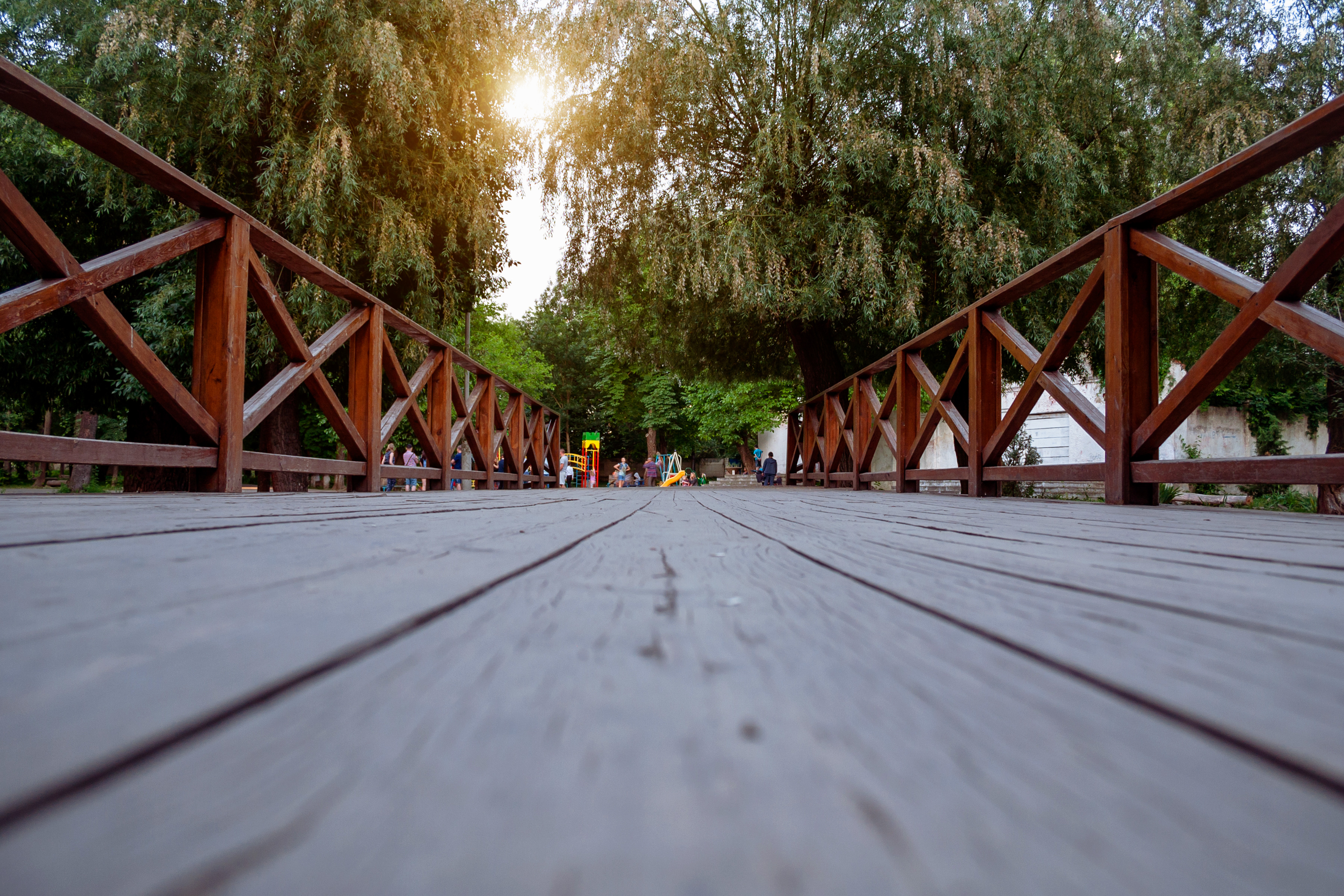
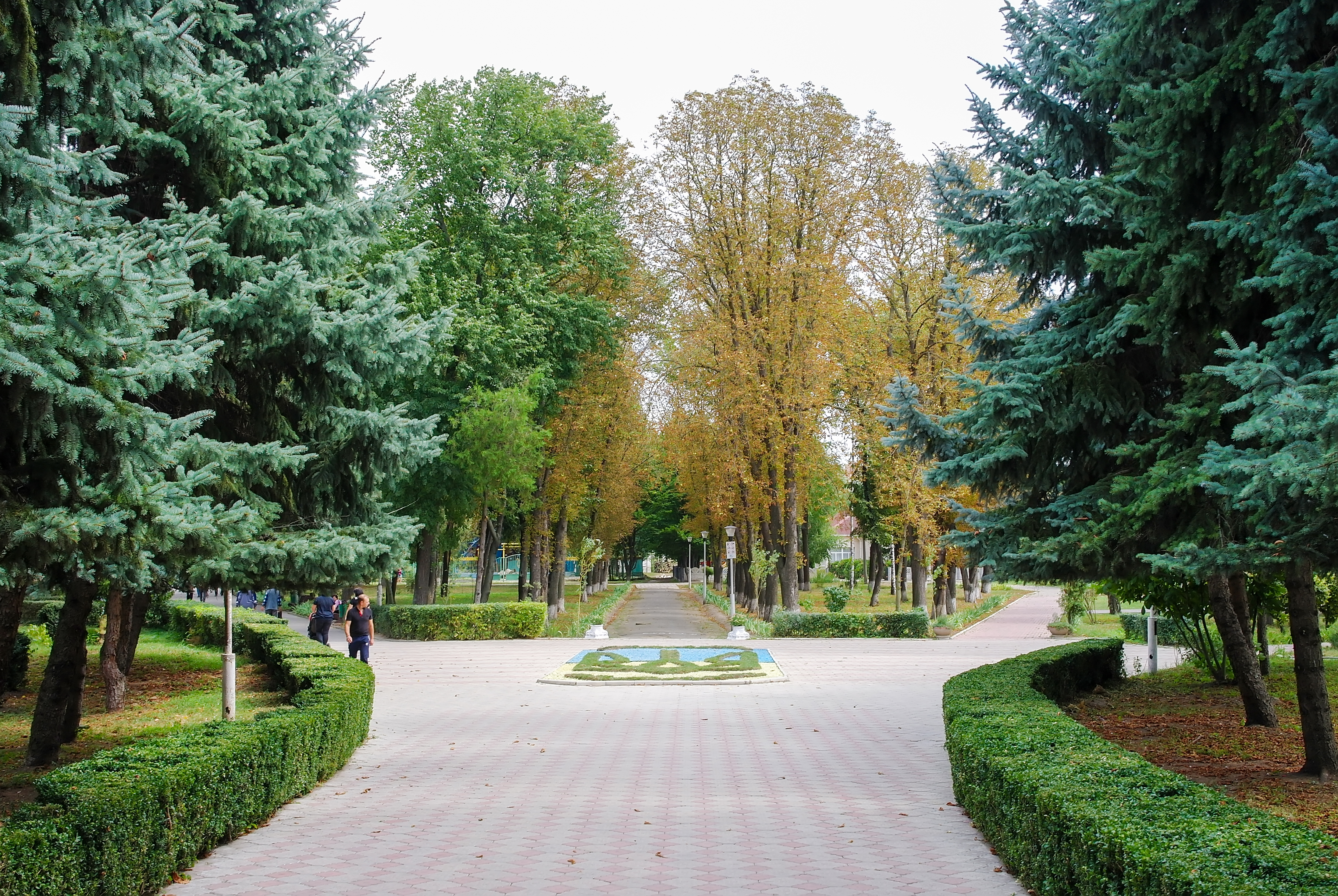

- Файл:Mohyliv-Podilskyi city park 06.jpg